# Сеитова, Рахилям Сеитовна
Рахилям Сеитовна Сеитова, другой вариант фамилии — Сейтова (1938, село Чарын, Уйгурский район, Алма-Атинская область, Казахская ССР — неизвестно) — звеньевая колхоза имени Свердлова Уйгурского района Аома-Атинской области, Казахская ССР. Герой Социалистического Труда (1967). Депутат Верховного Совета Казахской ССР 9-го созыва.

## Биография
Родилась в 1938 году в многодетной уйгурской крестьянской семье в селе Чарын Уйгурского района. Окончила местную сельскую школу. С 1956 года — доярка молочной фермы в селе Каратума. В 1958 года, вдохновлённая трудовым подвигом Мариям Оскаровой, перешла на работу в полеводческую бригаду колхоза имени Свердлова Уйгурского района. В этом же году получила в среднем с каждого гектара по 50 центнеров кукурузы с площади 30 гектаров. В 1962 году возглавила молодёжно-комсомольское звено кукурузоводов.
В 1966 году её звено вырастило в среднем с каждого гектара по 70 центнеров кукурузы на участке площадью 40 гектаров. Указом Президиума Верховного Совета СССР от 19 апреля 1967 года удостоена звания Героя Социалистического Труда за «достигнутые успехи в увеличении производства и заготовок зерна в 1966 году» с вручением ордена Ленина и золотой медали «Серп и Молот» (№ 14591).
Избиралась делегатом XXIV съезда КПСС, депутатом Верховного Совета Казахской ССР 9-го созыва от Чунджинского избирательного округа (1975—1980).
После выхода на пенсию проживала в родном селе Чарын. Трудилась в колхозе до самой старости. Будучи 80-летней, возглавляла крестьянское хозяйство «Сеит» Шарынского сельского округа.
Награды
- Герой Социалистического Труда
- Орден Ленина
- Орден Трудового Красного Знамени (08.04.1971)